# مهاجرت به یونان
مهاجرت به یونان (انگلیسی: Immigration to Greece) به مهاجرت پناهندگان و اتباع خارجی به این کشور می‌پردازد. نسبت جمعیت خارجی یونان در مقایسه با جمعیت کل کشور ۷٫۱ درصد است.

## وضعیت
بین ۹ تا ۱۱ درصد از نیروی کار ثبت شده در یونان را ۴٫۴ میلیون نفر خارجی به خود اختصاص داده‌اند. علاوه بر این ۲۵ درصد کسانی که درآمد داشته و حقوق بگیر هستند مهاجر می‌باشند. جمعیت مهاجران به نسبت جامعه ایتالیا که با رشد طبیعی منفی مواجه است خیلی زیاد می‌باشد، بطوریکه مهاجران تنها منبع رشد جمعیت بوده‌اند. در سال ۲۰۱۲، مهاجران آلبانیایی حدود ۵۵ تا ۶۰٪ یا بیشتر از جمعیت مهاجران را تشکیل می‌دادند. گروه‌های اخیر مهاجر که از اواسط دهه ۱۹۹۰ میلادی شکل گرفته‌اند شامل ملیت‌های آسیایی - به ویژه پاکستان و بنگلادش -که با گرفتن پناهندگی سیاسی یا مهاجران غیرقانونی افغان‌ها، ایرانیان، عراقیها، سومالی و دیگران با عبور از ترکیه صورت گرفته‌است. در نتیجه از دهه ۱۹۹۰، افزایش این روند مهاجرت تبدیل به یک مناقشه سیاسی رو به رشد در یونان شده‌است. مهاجران نقش اصلی خود را در بخش غیررسمی ایفا می‌کنند و امروزه تعداد زیادی از مهاجران غیرقانونی در یونان به سر می‌برند. همچنان که تعداد زیادی از مهاجران در دهه ۱۹۹۰ به یونان وارد شدند، سیاست دولت یونان در قبال مهاجران فاقد مدیریت و رعایت چارچوب‌های قانونی برای کنترل این وضعیت بود. با این حال اگرچه دولت یونان تغییراتی در سیاست مهاجرت خود انجام داده‌است، اما اولویت دادن به اصلاحات در سیاست مهاجرت از اهمیت پایینی برخوردار است. در سال ۲۰۱۵ به دلیل جنگ داخلی در سوریه، ورود پناهجویان دریایی به یونان افزایش چشمگیری پیدا کرده‌است. در یونان ۸۵۶٬۷۲۳ نفر از طریق دریایی وارد این کشور شدند که این تقریباً پنج برابر افزایش را نسبت به مدت مشابه در سال ۲۰۱۴ نشان می‌دهد. حدود ۸ درصد تازه واردان برای گرفتن پناهندگی از یونان اقدام کرده‌اند، و دیگران امیدوارند کشوری در اروپای شمالی پناهندگی آن‌ها را بپذیرد.

## مهاجرت غیرقانونی به یونان
یونان در مواجهه با مهاجرت غیرقانونی با مشکل روبرو بوده‌است، بسیاری از مهاجران از مرز آبی ترکیه عبور می‌کنند. مقامات یونان بر این باورند که ۹۰ درصد از مهاجران غیرقانونی در اتحادیه اروپا از طریق یونان وارد می‌شوند؛ بسیاری از آن‌ها از نا آرامی و فقر در خاورمیانه و آفریقا فرار می‌کنند. چندین دادگاه اروپایی اعلام کرده‌اند که یونان از حداقل استانداردهای لازم برای حل مسئله پناهجویان پیروی نمی‌کند. عواقب آن به این شکل است که مهاجران غیرقانونی که به کشورهای دیگر می‌رسند نمی‌توانند به یونان بازگردند.
در سال ۲۰۱۷ مقامات پلیس یونان خبر دادند که شمار مهاجران و پناهجویانی که به صورت غیرقانونی از مرز زمینی ترکیه به خاک این کشور وارد می‌شوند، در ماه سپتامبر افزایش یافته‌است. این موضوع همچنین در مورد مهاجرانی صدق می‌کند که از مرز دریایی گذشته و خودشان را به یونان می‌رسانند. بر مبنای آمار ارائه شده از سوی آژانس مهاجرت سازمان ملل متحد، شمار عبور مهاجران از مرز دریایی نیز افزایش یافته و در ماه سپتامبر ۲۰۱۷ به چهار هزار و ۸۸۶ تن رسیده‌است. از زمانی که توافقنامه مهاجران میان اتحادیه اروپا و ترکیه در ماه مارس سال ۲۰۱۶ به اجرا درآمد، این بالاترین شمار عبور مهاجران در یک ماه بوده که در ماه سپتامبر به ثبت رسیده‌است.